# Hôtel d'Andigné
L'Hôtel d'Andigné est un hôtel particulier du XVe siècle situé 5 rue de la Harpe, dans la ville d'Angers, en Maine-et-Loire.

## Histoire
Les façades et toitures sont inscrits au titre des monuments historiques en 1980.